# Молдовська мова в Україні

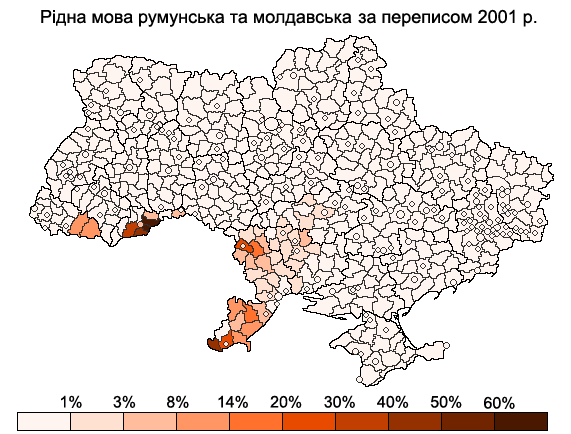
Частка населення, що назвало рідною мовою румунську та молдовську (2001 р.)

Молдо́вська мо́ва (рум. limba moldovenească, лимба молдовеняскэ) — одна з колишніх офіційних назв румунської мови в Україні до 18 жовтня 2023 року, має той самий літературний стандарт.
В Україні на офіційному рівні (Міністерство освіти і науки) використовувався виключно прикметник молдовська. Прикметник молдавська вважається росіянізмом. Наприклад, усі підручники, що друкували в Україні для шкіл із вивченням мов національних меншин, містять виключно прикметник «молдовський», як похідний від назви держави «Молдова». Вільне володіння молдовською мовою серед молдован України за даними переписів:
- 2001 — 78,9%
- 1989 — 84,3%

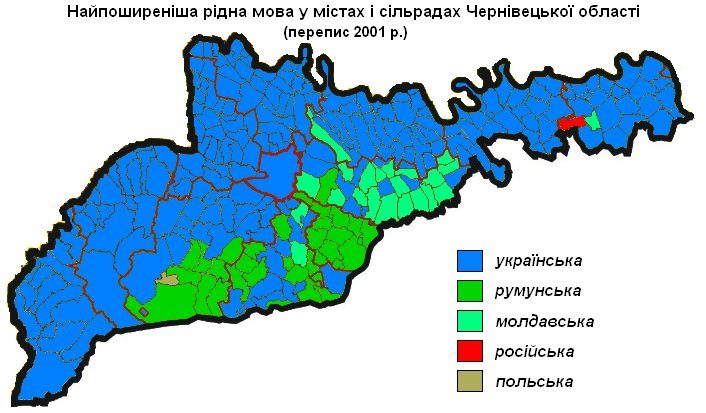
Найпоширеніша рідна мова у містах і сільрадах Чернівецької області за переписом 2001 р.

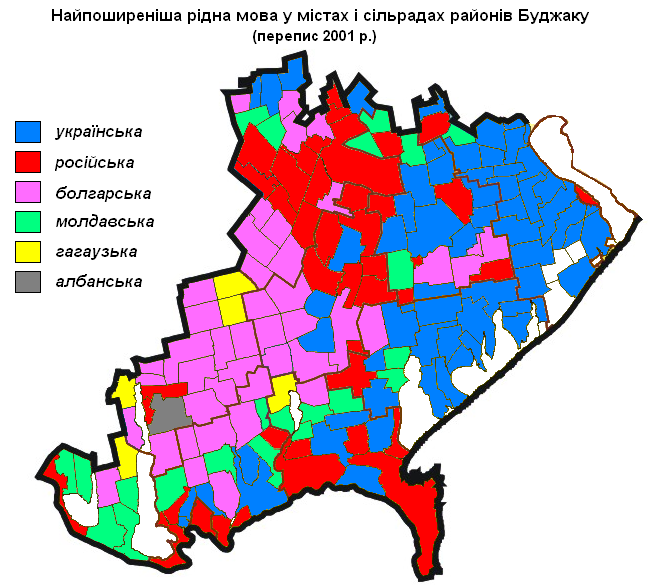
Найпоширеніша рідна мова у містах і сільрадах Буджаку (південь Одеської області) за переписом 2001 р.

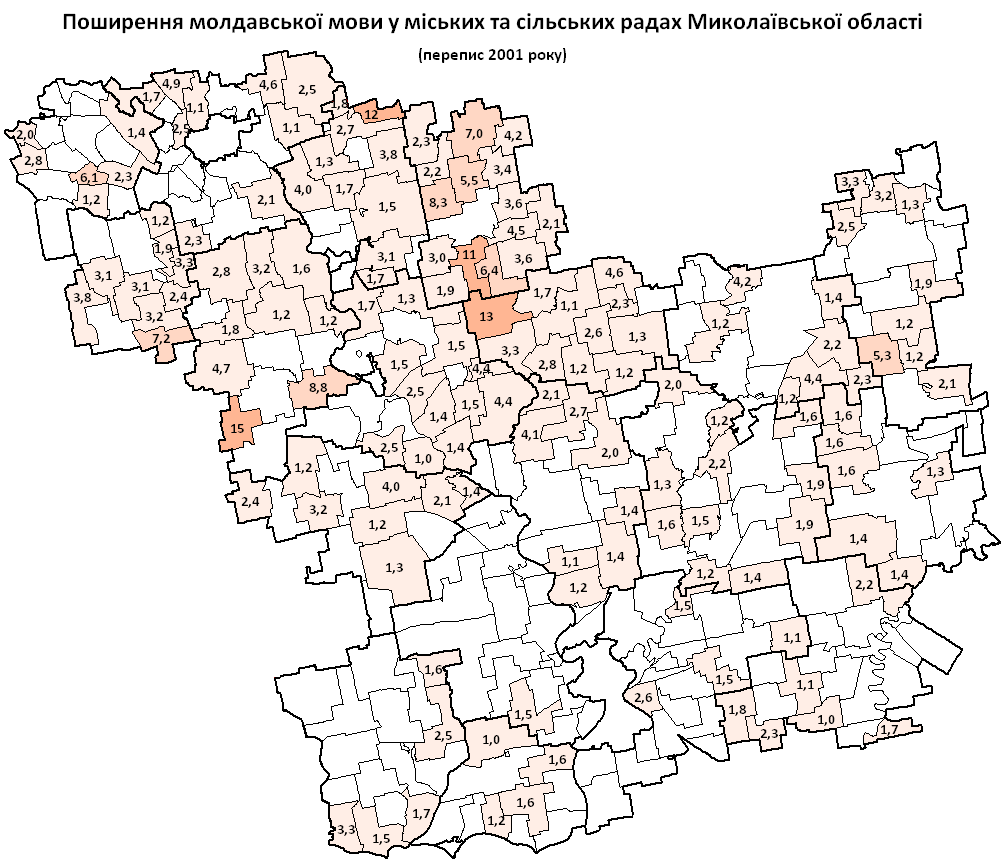
Поширення молдовської мови у міських та сільських радах Миколаївської області за переписом 2001 р.

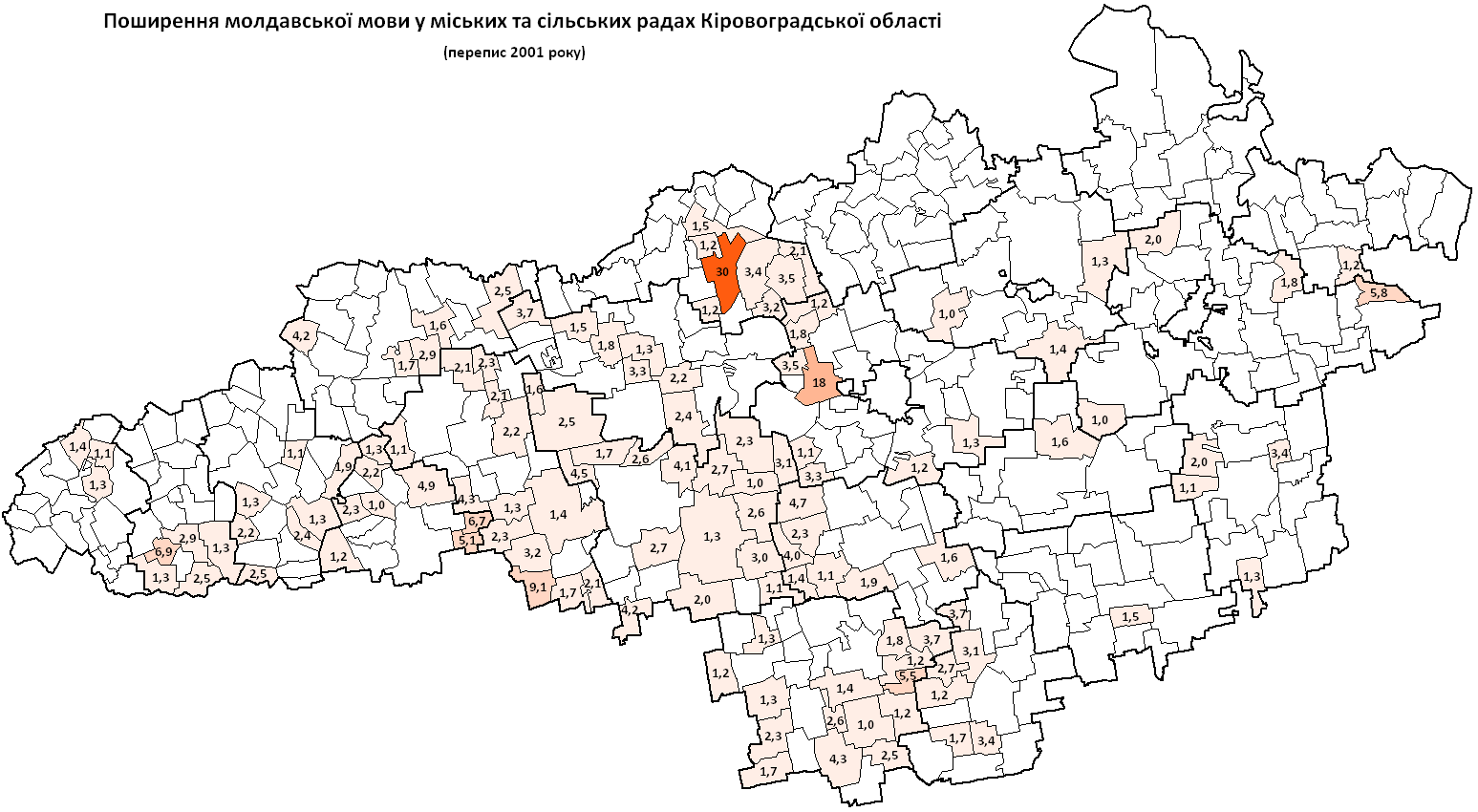
Поширення молдовської мови у міських та сільських радах Кіровоградської області за переписом 2001 р.

Рідна мова молдован України за переписами:
|            | 1979 | 1989 | 2001 |
| ---------- | ---- | ---- | ---- |
| молдовська | 79,9 | 78,0 | 70,0 |
| російська  | 14,1 | 15,5 | 17,6 |
| українська | 5,7  | 6,1  | 10,7 |
| інша       | 0,3  | 0,4  | 1,7  |

Райони та міста компактного проживання молдован за результатами перепису 2001 року.
| Місто/Район                  | Область        | Рідна мова молдовська | Молдовани за національністю | Молдовськомовні/ молдовани |
| ---------------------------- | -------------- | --------------------- | --------------------------- | -------------------------- |
| Новоселицький район          | Чернівецька    | 54,7%                 | 57,5%                       | 95%                        |
| Ренійський район             | Одеська        | 40,8%                 | 49,0%                       | 83%                        |
| Ізмаїльський район           | Одеська        | 26,2%                 | 27,6%                       | 95%                        |
| Подільський район            | Одеська        | 22,8%                 | 25,9%                       | 88%                        |
| Саратський район             | Одеська        | 17,6%                 | 19,0%                       | 93%                        |
| Ананьївський район           | Одеська        | 16,1%                 | 18,1%                       | 89%                        |
| Кілійський район             | Одеська        | 12,8%                 | 15,8%                       | 81%                        |
| Тарутинський район           | Одеська        | 12,7%                 | 16,5%                       | 77%                        |
| Татарбунарський район        | Одеська        | 8,5%                  | 9,4%                        | 90%                        |
| Хотинський район             | Чернівецька    | 6,9%                  | 7,1%                        | 98%                        |
| Окнянський район             | Одеська        | 6,9%                  | 11,0%                       | 62%                        |
| Глибоцький район             | Чернівецька    | 5,9%                  | 6,1%                        | 96%                        |
| Білгород-Дністровський район | Одеська        | 5,0%                  | 6,2%                        | 81%                        |
| Ширяївський район            | Одеська        | 4,3%                  | 5,2%                        | 82%                        |
| Захарівський район           | Одеська        | 4,1%                  | 5,7%                        | 71%                        |
| Любашівський район           | Одеська        | 3,7%                  | 5,9%                        | 63%                        |
| Братський район              | Миколаївська   | 3,2%                  | 4,9%                        | 65%                        |
| Арцизький район              | Одеська        | 3,1%                  | 6,3%                        | 49%                        |
| Сокирянський район           | Чернівецька    | 3,0%                  | 3,4%                        | 86%                        |
| Великомихайлівський район    | Одеська        | 3,0%                  | 3,8%                        | 78%                        |
| Миколаївський район          | Одеська        | 2,7%                  | 3,7%                        | 72%                        |
| Роздільнянський район        | Одеська        | 2,5%                  | 5,2%                        | 49%                        |
| Єланецький район             | Миколаївська   | 2,5%                  | 3,7%                        | 68%                        |
| Подільськ                    | Одеська        | 2,3%                  | 5,1%                        | 44%                        |
| Іванівський район            | Одеська        | 2,2%                  | 3,3%                        | 67%                        |
| Арбузинський район           | Миколаївська   | 2,2%                  | 3,0%                        | 73%                        |
| Доманівський район           | Миколаївська   | 2,1%                  | 2,8%                        | 75%                        |
| Новомиргородський район      | Кіровоградська | 1,9%                  | 2,8%                        | 69%                        |
| Ізмаїл                       | Одеська        | 1,8%                  | 4,3%                        | 42%                        |
| Врадіївський район           | Миколаївська   | 1,6%                  | 2,5%                        | 64%                        |
| Герцаївський район           | Чернівецька    | 1,6%                  | 2,3%                        | 68%                        |
| Вознесенський район          | Миколаївська   | 1,6%                  | 2,6%                        | 62%                        |
| Балтський район              | Одеська        | 1,5%                  | 2,0%                        | 75%                        |
| Новоукраїнський район        | Кіровоградська | 1,3%                  | 2,1%                        | 63%                        |
| Біляївський район            | Одеська        | 1,3%                  | 2,5%                        | 50%                        |
| Білгород-Дністровський       | Одеська        | 1,2%                  | 1,9%                        | 65%                        |
| Первомайський район          | Миколаївська   | 1,2%                  | 1,9%                        | 63%                        |
| Савранський район            | Одеська        | 1,1%                  | 1,5%                        | 75%                        |
| Березанський район           | Миколаївська   | 1,1%                  | 2,3%                        | 48%                        |
| Веселинівський район         | Миколаївська   | 1,1%                  | 1,8%                        | 61%                        |
| Кропивницький район          | Кіровоградська | 1,1%                  | 1,9%                        | 57%                        |
| Чернівці                     | Чернівецька    | 1,1%                  | 1,6%                        | 67%                        |

Населені пункти, у яких молдовську мову назвали рідною понад 50% населення.
| Населений пункт  | Район                  | Область     | % молдовськомовних |
| с. Міняйлівка    | Саратський             | Одеська     | 97,9               |
| с. Думени        | Новоселицький          | Чернівецька | 97,5               |
| с. Фуратівка     | Саратський             | Одеська     | 97,4               |
| с. Драниця       | Новоселицький          | Чернівецька | 97,3               |
| с. Балківці      | Новоселицький          | Чернівецька | 96,7               |
| с. Старосілля    | Саратський             | Одеська     | 96,7               |
| с. Припруття     | Новоселицький          | Чернівецька | 96,3               |
| с. Новоіванківці | Новоселицький          | Чернівецька | 96,1               |
| с. Озерне        | Ізмаїльський           | Одеська     | 95,5               |
| с. Орлівка       | Ренійський             | Одеська     | 95,1               |
| с. Рокитне       | Новоселицький          | Чернівецька | 95,1               |
| с. Костичани     | Новоселицький          | Чернівецька | 94,8               |
| с. Строїнці      | Новоселицький          | Чернівецька | 94,8               |
| с. Негринці      | Новоселицький          | Чернівецька | 94,7               |
| с. Тарасівці     | Новоселицький          | Чернівецька | 94,6               |
| с. Комишівка     | Ізмаїльський           | Одеська     | 94,5               |
| с. Стальнівці    | Новоселицький          | Чернівецька | 94,4               |
| с. Несвоя        | Новоселицький          | Чернівецька | 94,3               |
| с. Гандрабури    | Ананьївський           | Одеська     | 94                 |
| с. Приозерне     | Кілійський             | Одеська     | 93,4               |
| с. Лиманське     | Ренійський             | Одеська     | 93,3               |
| с. Маршинці      | Новоселицький          | Чернівецька | 93,2               |
| с. Плавні        | Ренійський             | Одеська     | 93,1               |
| с. Долинське     | Ренійський             | Одеська     | 92,8               |
| с. Крутоярівка   | Білгород-Дністровський | Одеська     | 92,7               |
| с. Берестя       | Новоселицький          | Чернівецька | 92,6               |
| с. Точилове      | Ананьївський           | Одеська     | 92,6               |
| с. Дмитрівка     | Кілійський             | Одеська     | 92,3               |
| с. Новосільське  | Ренійський             | Одеська     | 92,1               |
| с. Форосна       | Новоселицький          | Чернівецька | 92                 |
| с. Борисівка     | Татарбунарський        | Одеська     | 91,7               |
| с. Надрічне      | Тарутинський           | Одеська     | 91,6               |
| с. Новоселівка   | Саратський             | Одеська     | 91,6               |
| с. Іванчанка     | Тарутинський           | Одеська     | 91,5               |
| с. Колінківці    | Хотинський             | Чернівецька | 91,1               |
| с. Утконосівка   | Ізмаїльський           | Одеська     | 90,6               |
| с. Липецьке      | Подільський            | Одеська     | 90,1               |
| с. Боянівка      | Новоселицький          | Чернівецька | 89,6               |
| с. Ванчиківці    | Новоселицький          | Чернівецька | 88,7               |
| с. Малинівка     | Новоселицький          | Чернівецька | 87,7               |
| с. Червоний Яр   | Кілійський             | Одеська     | 86,6               |
| с. Кошуляни      | Новоселицький          | Чернівецька | 85,7               |
| с. Мамалига      | Новоселицький          | Чернівецька | 82,4               |
| с. Прут          | Новоселицький          | Чернівецька | 82,1               |
| с. Стара Кульна  | Подільський            | Одеська     | 81,1               |
| с. Глибоке       | Татарбунарський        | Одеська     | 79,7               |
| с. Новоселівка   | Тарутинський           | Одеська     | 79,4               |
| с. Привороки     | Глибоцький             | Чернівецька | 78,3               |
| с. Нові Бутори   | Великомихайлівський    | Одеська     | 77,8               |
| с. Фурманівка    | Кілійський             | Одеська     | 76,7               |
| с. Нова Покровка | Ізмаїльський           | Одеська     | 76,6               |
| с. Фараонівка    | Саратський             | Одеська     | 74,8               |
| с. Шишківці      | Сокирянський           | Чернівецька | 71,6               |
| с. Динівці       | Новоселицький          | Чернівецька | 69,9               |
| с. Гай           | Новоселицький          | Чернівецька | 69,2               |
| с. Гидерим       | Подільський            | Одеська     | 68,7               |
| с. Казбеки       | Подільський            | Одеська     | 68,6               |
| с. Черленівка    | Новоселицький          | Чернівецька | 67,2               |
| с. Матильдівка   | Тарутинський район     | Одеська     | 67,1               |
| с. Магала        | Новоселицький район    | Чернівецька | 59,9               |
| с. Олександрівка | Подільський            | Одеська     | 59,5               |
| с. Новосілка     | Тарутинський           | Одеська     | 58                 |
| с. Буда          | Новоселицький          | Чернівецька | 54,3               |
| с. Розівка       | Окнянський             | Одеська     | 53,3               |